# Giacomo Ferrara
Giacomo Ferrara (Chieti, 24 novembre 1990) è un attore italiano.

## Biografia
Abruzzese, cresce tra Villamagna, suo paese d'origine, e Pretoro, sul massiccio della Majella, dove i genitori gestiscono l'Hotel Mamma Rosa. In seguito si trasferisce a Roma dove inizia a frequentare l'accademia "Corrado Pani". Lì incontra Alessandro Prete, che lo farà debuttare a teatro nel 2013 e con il quale inizierà una collaborazione che dura tutt’oggi. Nel 2015 prende parte al film La prima volta (di mia figlia) e successivamente in Suburra in un ruolo comprimario. Nel 2017 è uno dei quattro protagonisti del film Il permesso - 48 ore fuori, per il quale riceve il premio Biraghi-Nuovo Imaie ai Nastro d'argento, e sempre nel 2017 entra a far parte del cast di Suburra - La serie, basato sull'omonimo film e prodotta da Netflix in cui ricopre il ruolo di Spadino, uno dei protagonisti, e partecipa anche al film Guarda in alto. Nel 2022 è la volta di Ghiaccio film sulla boxe dove interpreta Giorgio, mentre nel 2023 è Aziz in Grazie Ragazzi, regia di Riccardo Milani. Nello stesso anno torna anche ad interpretare il ruolo di Alberto Anacleti in Suburræterna.

## Filmografia

### Attore

#### Cinema
- La prima volta (di mia figlia), regia di Riccardo Rossi (2015)
- Suburra, regia di Stefano Sollima (2015)
- Il permesso - 48 ore fuori, regia di Claudio Amendola (2017)
- Guarda in alto, regia di Fulvio Risuleo (2018)
- Non mi uccidere, regia di Andrea De Sica (2021)
- Ghiaccio, regia di Fabrizio Moro e Alessio De Leonardis (2022)
- Grazie ragazzi, regia di Riccardo Milani (2023)
- Animali randagi, regia di Maria Tilli (2024)

#### Televisione
- Don Matteo – serie TV, episodio 10x11 (2016)
- Suburra - La serie – serie TV (2017-2020)
- Alfredino - Una storia italiana, regia di Marco Pontecorvo – miniserie TV (2021)
- Suburræterna – serie TV (2023)

#### Cortometraggi
- I distesi, regia di Tommaso Landucci (2015)
- Numero 10, regia di Patrizio Trecca (2016)

## Teatrografia
- L’ultima notte, regia di Alessandro Prete (2013)
- Il sogno di una vita, regia di Alessandro Prete (2015)
- Crolli - un silenzio che fa rumore, regia di Alessia Gatta (2021)
- Diario di un pazzo, regia di Alessandro Prete (2024)

## Discografia

### Singoli
- 2019 – Vecchia novità (con Angelica)